# Aselefech Mergia
Aselefech Mergia Medessa (amharsko አሰለፈች መርግአ), etiopska atletinja, * 23. januar 1985, Woliso, Etiopija.
Nastopila je na poletnih olimpijskih igrah leta 2012 in dosegla 42. mesto v maratonu. Na svetovnih prvenstvih je v isti disciplini osvojila bronasto medaljo leta 2009. Trikrat je osvojila Dubajski maraton, leta 2010 pa Londonski maraton.